# Amadeus Austrian Music Award

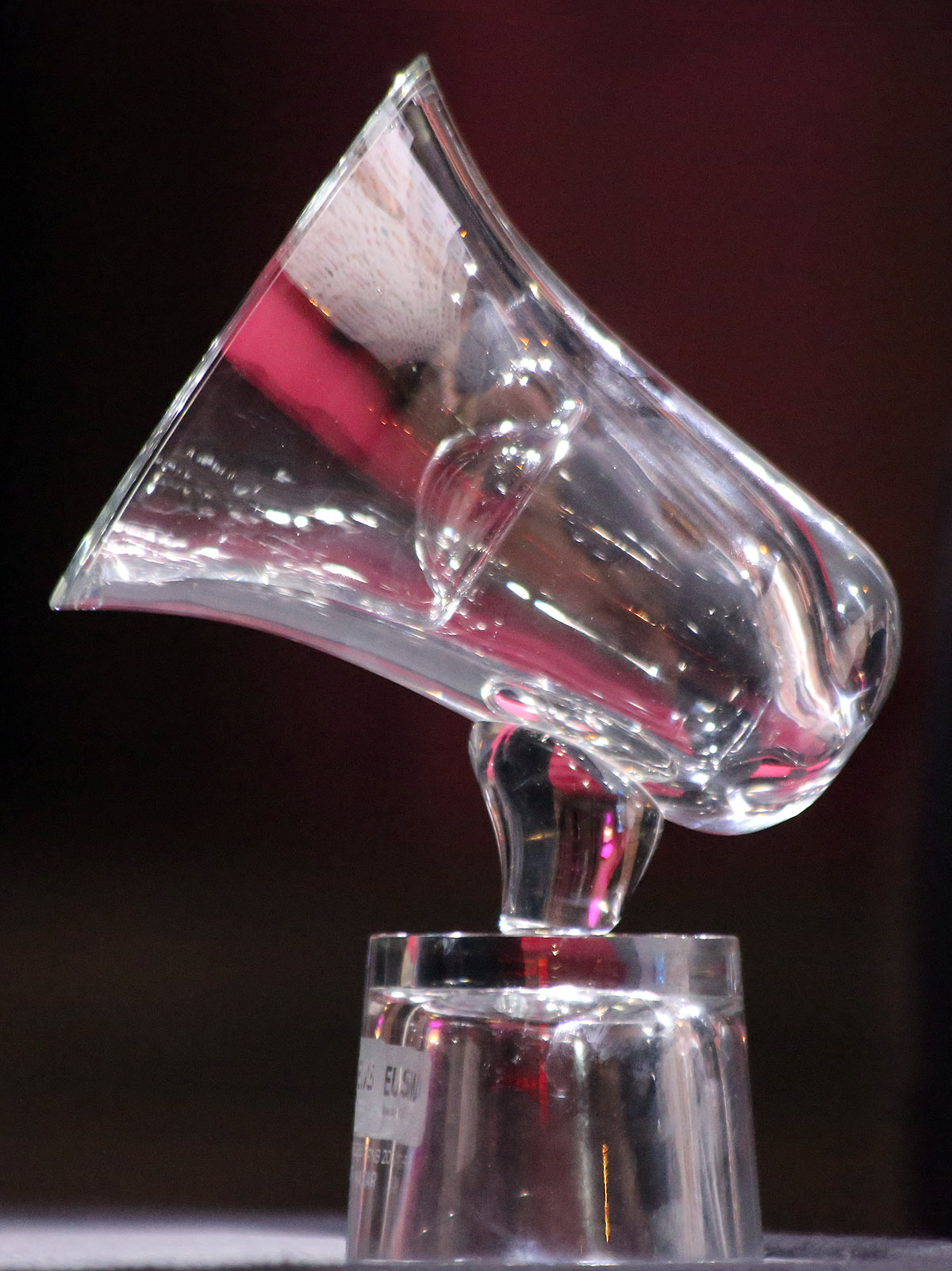
Der Amadeus Austrian Music Award

Der Amadeus Austrian Music Award ist der größte österreichische Musikpreis. Er wird seit dem Jahr 2000 alljährlich in verschiedenen Kategorien an nationale Musiker verliehen, bis 2008 auch an internationale.

## Produktion
Eingeführt wurde der Amadeus Austrian Music Award vom Verband der Österreichischen Musikwirtschaft (IFPI Austria), von dem das Event auch ausgerichtet wird. Der Musikproduzent Mario Rossori wurde von 2000 bis 2008 mit der Organisation der Verleihung beauftragt. Von 2000 bis 2007 wurde die TV-Show vom Österreichischen Rundfunk (ORF) im Fernsehen übertragen. Die Produktion lag bei der Firma KIWI.TV (Barbara Stöckl, Peter Nagy), Moderator war Andi Knoll. Im Jahr 2008 wurde der TV-Event erstmals nicht mehr mit dem ORF, sondern mit dem Privatsender Puls 4/ProSiebenSat.1 Media ausgerichtet, die Produktion übernahm FESCHFILM Entertainment und Moderator der Award Show war von 2008 bis 2010 Michael Ostrowski. 2012 wurde die Produktion der Show von der Firma betterimages übernommen. Von 2012 bis 2017 war Schauspieler und Musiker Manuel Rubey Host der Award-Show, seit 2015 unterstützte ihn Moderatorin Arabella Kiesbauer. 2015 wurde die Award-Verleihung erstmals von ATV übertragen. Seit 2017 wird die Fernsehübertragung der Verleihung wieder vom ORF ausgerichtet. Im Jahr 2018 und 2019 übernahm Conchita die Moderation.
Der Ort der Preisverleihung war 2008 die Veranstaltungshalle im Gasometer B und 2009 die Kunsthalle im MuseumsQuartier in Wien. 2010 wurden die Awards in der Wiener Stadthalle überreicht. Von 2012 bis 2024 fand die Preisverleihung im Wiener Volkstheater statt. Das 25-jährige Jubiläum soll am 7. März 2025 in der Marx-Halle in Wien über die Bühne gehen.
Die Verleihungen 2009 und 2010 fanden jeweils im September statt. 2011 fiel die Preisverleihung aus, die 12. Verleihung wurde auf Mai 2012 ins Folgejahr verschoben.

## Awards

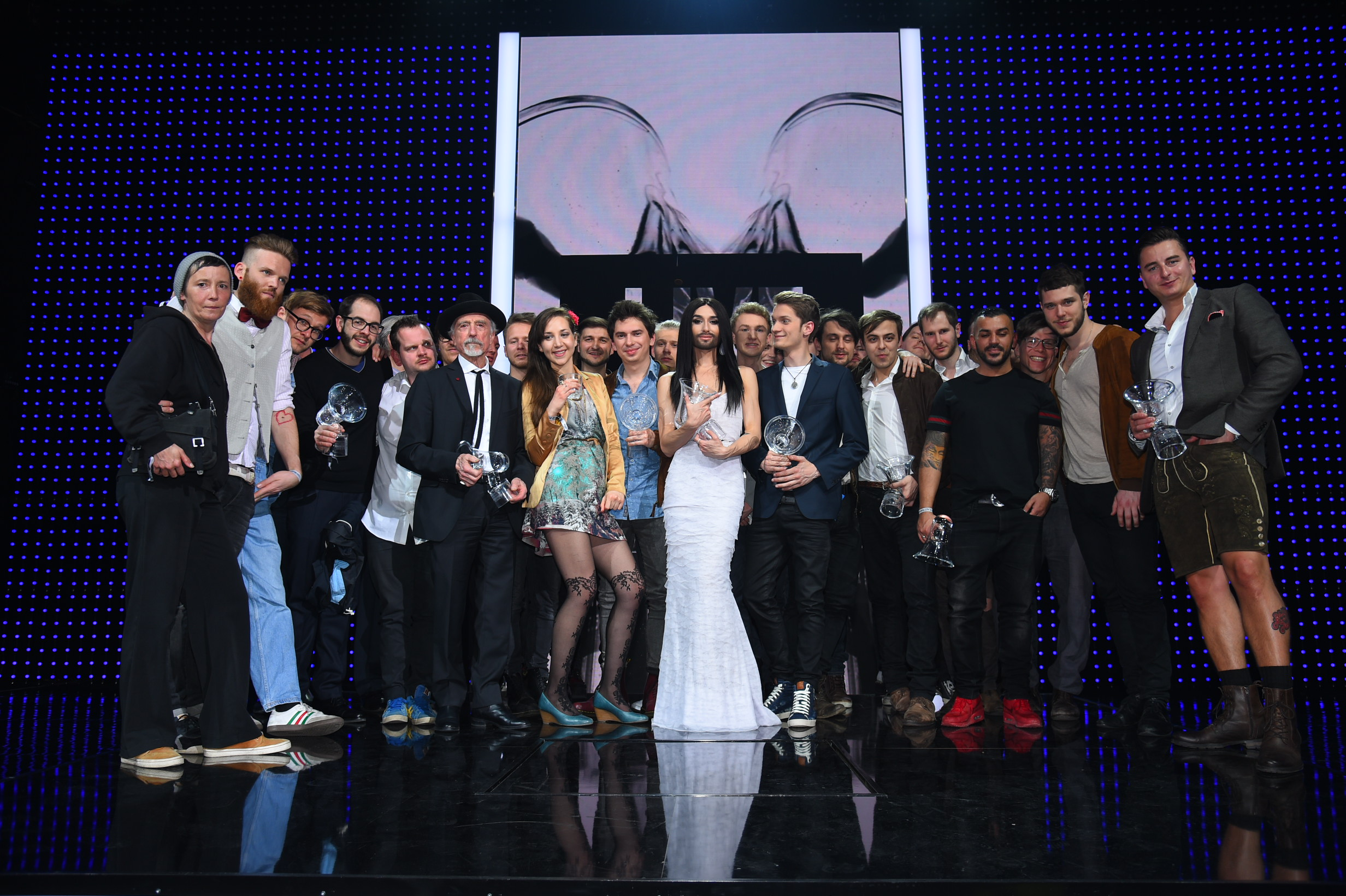
Gewinner der Amadeus Austrian Music Awards 2015

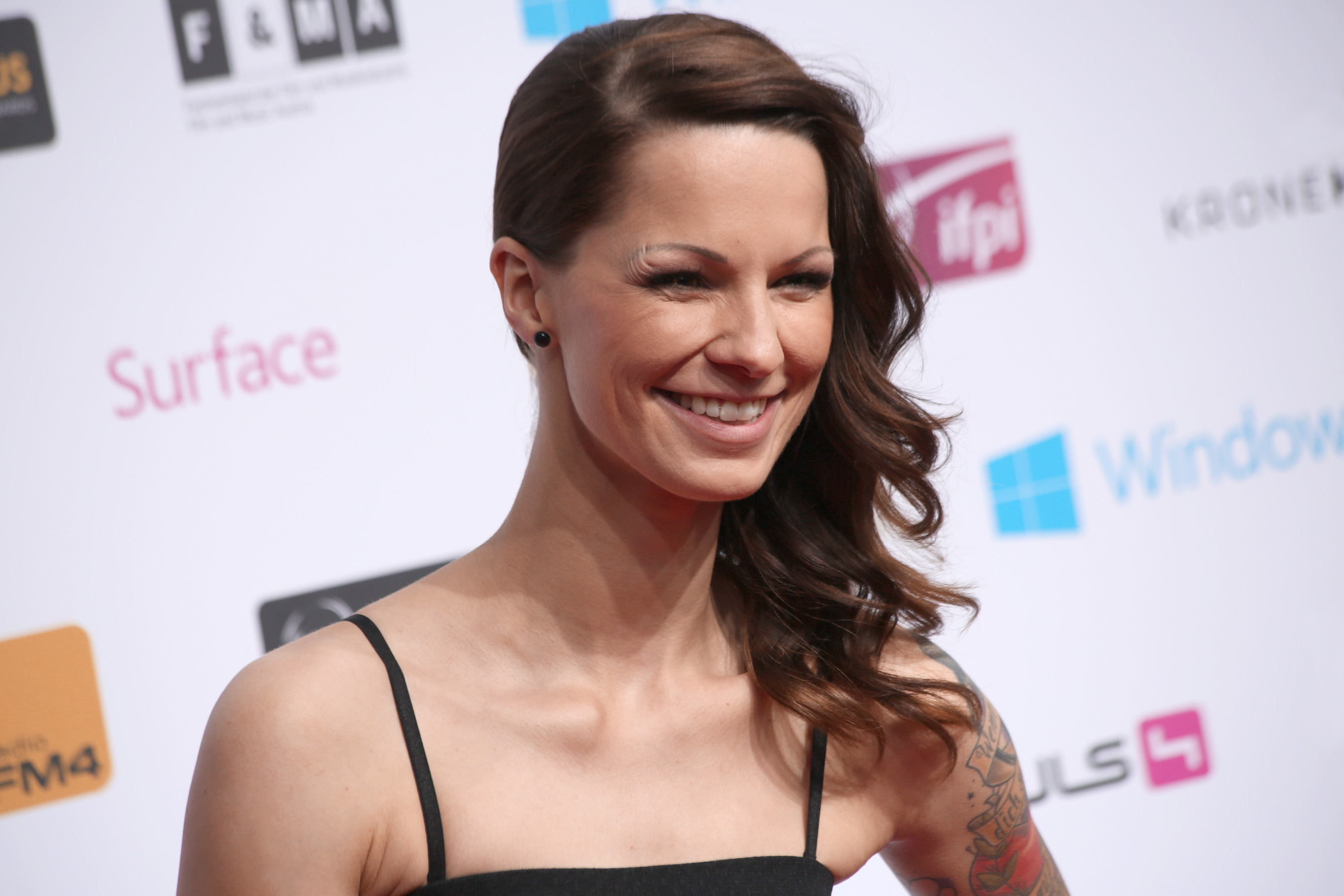
Christina Stürmer war 2017 mit bis dahin 11 Trophäen die am häufigsten ausgezeichnete Künstlerin (Amadeus-Awards 2014)

Den Amadeus Award können seit 2009 nur Musiker gewinnen, die österreichische Staatsbürger sind oder ihren Lebensmittelpunkt in Österreich haben; vorher gab es auch internationale Kategorien. 2016 wurde er in 18 Kategorien vergeben. Um Doppelgleisigkeiten zu vermeiden, wurden 2018 die allgemeinen Genre-unabhängigen Kategorien Künstlerin, Künstler und Band nicht mehr zusätzlich, sondern nur noch innerhalb der Genre-Kategorien verliehen. Außerdem wurden Schlager und Volksmusik in einer Kategorie zusammengefasst.
Mit der Amadeus-Verleihung 2025 überholten die Musiker von Wanda Christina Stürmer. Bis dahin wurden die beiden mit jeweils elf Trophäen ausgezeichnet, Wanda erhielt damit die zwölfte Auszeichnung.
Allgemeine Kategorien
- Band des Jahres (bis 2017)
- Künstler des Jahres (bis 2017)
- Künstlerin des Jahres (bis 2017)
- Album des Jahres
- Song des Jahres
- Live-Act des Jahres
- Video des Jahres (bis 2015)
- Songwriter des Jahres
- FM4 Award
- Lebenswerk
- Best Engineered Album (bis 2015) / Tonstudiopreis Best Sound (seit 2016)

Genre-Kategorien
- Alternative Pop/Rock
- Hard & Heavy
- HipHop/Urban
- Jazz/World/Blues
- Electronic/Dance
- Pop / Rock (seit 2016)
- Schlager (2016–2017)
- Volksmusik (2016–2017)
- Schlager/Volksmusik (seit 2018)

## Ermittlung der Awards

### Awardermittlung bis 2008
In jeder Kategorie wurden die fünf Künstler/Singles/Alben nominiert, die im jeweils letzten Jahr gemäß der offiziellen österreichischen Verkaufshitparade Ö3 Austria Top 40 am häufigsten verkauft wurden. Aus diesen Nominierten wählte eine Jury, bestehend aus 400 Personen aus der österreichischen Musik- und Medienbranche, die Sieger aus. Ausnahmen waren der Amadeus für das Lebenswerk, der alleine von der Jury bestimmt wurde, und der FM4 Alternative Act des Jahres. Für diesen wurden zunächst fünf Künstler/Gruppen von einer Jury nominiert und das Publikum konnte im Internet über den Sieger abstimmen.
Die Gewinner des Awards in den einzelnen Kategorien werden nach unterschiedlichen Kriterien ermittelt. Der Gewinner des Awards für das Lebenswerk wird vom Veranstalter ausgewählt, der FM4 Award wird von FM4 bestimmt (Nominierung durch FM4-Redaktion, Publikumsvoting).

### Awardermittlung seit 2009
Die Nominierungen in den Kategorien Band, Künstler, Künstlerin, Album und Song ergeben sich einerseits aus der Jurywertung und andererseits aus den Verkäufen im Jahr vor der Preisverleihung. Für letzteres Kriterium werden als Basis die von GfK Entertainment erstellten Austria Top 40 Verkaufscharts verwendet. Beide Wertungen – Jury und Verkauf – fließen zu jeweils 50 % in das Gesamtranking ein. In den Kategorien Band, Künstler und Künstlerin werden die Top 7 dieses Rankings nominiert, in den Kategorien Album und Song die Top 5. Aus den Nominierten wird schließlich mittels Publikums-Onlinevoting und Juryvoting der Gewinner gewählt, wobei die beiden Votings jeweils 50 % zählen.
Für die Genre-Kategorien ist der Bestseller des jeweiligen Genres direkt nominiert; es erfolgt also keine vorherige Abstimmung durch die Jury oder das Publikum. Vier weitere Nominierungen pro Genre ergeben sich aus den von den Genre-Jurymitgliedern gewählten Künstlern. Aus diesen fünf Nominierten wird der Gewinner gewählt, wobei auch hier Publikums-Onlinevoting und Juryvoting jeweils zu 50 % einfließen.
Die Nominierungen für die Kategorie Live Act (presented by oeticket.com) ergeben sich zu 50 % aus der Jurywertung und zu 50 % aus den Ticketverkäufen des Vorjahres, wobei der Künstler in dem Jahr mindestens drei Liveauftritte absolviert haben muss. Die fünf Künstler mit dem höchsten Ergebnis bei diesem Ranking werden zur Abstimmung gestellt; wie bei den meisten anderen Kategorien zählen Publikums-Onlinevoting und Juryvoting jeweils 50 %.
Dieses Vorgehen bei der Abstimmung (50 % Publikums-Onlinevoting, 50 % Juryvoting) gilt auch für die Kategorien Best Video und Songwriter, wobei hier jedoch die jeweiligen Fachjurys ohne Beachtung eines weiteren Kriteriums fünf Musikvideos bzw. Songwriter nominieren. Der Gewinner des Songwriter-Awards wird dabei in Kooperation mit der AKM/austro mechana und dem österreichischen Komponistenbund bestimmt.
Das Best Engineered Album wird vom Fachverband der Film- und Musikindustrie in der Wirtschaftskammer ermittelt.

## Preisträger
Eine vollständige Liste der bisherigen Gewinner siehe: Liste der Amadeus-Preisträger und
| - Amadeus-Verleihung 2000 - Amadeus-Verleihung 2001 - Amadeus-Verleihung 2002 - Amadeus-Verleihung 2003 - Amadeus-Verleihung 2004 - Amadeus-Verleihung 2005 - Amadeus-Verleihung 2006 - Amadeus-Verleihung 2007 - Amadeus-Verleihung 2008 - Amadeus-Verleihung 2009 - Amadeus-Verleihung 2010 - 2011 fand keine Verleihung statt - Amadeus-Verleihung 2012 | - Amadeus-Verleihung 2013 - Amadeus-Verleihung 2014 - Amadeus-Verleihung 2015 - Amadeus-Verleihung 2016 - Amadeus-Verleihung 2017 - Amadeus-Verleihung 2018 - Amadeus-Verleihung 2019 - Amadeus-Verleihung 2020 - Amadeus-Verleihung 2021 - Amadeus-Verleihung 2022 - Amadeus-Verleihung 2023 - Amadeus-Verleihung 2024 - Amadeus-Verleihung 2025 |